# Gödény-kúria
A balkányi Gödény-kúria nemes Gödényházi és farkasfalvi Gödény család balkányi ágának volt a székhelye.

## Története
A balkányi Gödény-kúriát a nemes Gödényházi és farkasfalvi Gödény-család balkányi ága birtokolta a szocialista államosításig. Az államosítás után az épületben több családot is elhelyeztek, majd rendőrőrs lett és azóta is az. A 2000-es években a déli végében okmányiroda működött, ami a balkányi kormányablak elindulását követően megszűnt.

## Forrás
Kirándulástervező – Gödény-kúria